# Lobelia caledoniana
Lobelia caledoniana là loài thực vật có hoa trong họ Hoa chuông. Loài này được C.D.Adams mô tả khoa học đầu tiên năm 1971.